# Tendu Kheda
Tendu Kheda là một thị xã và là một nagar panchayat của quận Damoh thuộc bang Madhya Pradesh, Ấn Độ.

## Nhân khẩu
Theo điều tra dân số năm 2001 của Ấn Độ, Tendu Kheda có dân số 11.228 người. Phái nam chiếm 52% tổng số dân và phái nữ chiếm 48%. Tendu Kheda có tỷ lệ 61% biết đọc biết viết, cao hơn tỷ lệ trung bình toàn quốc là 59,5%: tỷ lệ cho phái nam là 70%, và tỷ lệ cho phái nữ là 50%. Tại Tendu Kheda, 16% dân số nhỏ hơn 6 tuổi.